# قرار مجلس الأمن التابع للأمم المتحدة رقم 1061
قرار مجلس الأمن التابع للأمم المتحدة 1061 ، الذي اتخذ بالإجماع في 14 يونيو 1996 ، بعد أن أشار إلى جميع القرارات المتعلقة بالحالة في طاجيكستان والحدود الطاجيكية-الأفغانية، مدد مجلس الأمن ولاية بعثة مراقبي الأمم المتحدة في طاجيكستان حتى 15 ديسمبر 1996 ، وتناول الجهود الرامية إلى إنهاء النزاع في البلد.
وأعرب عن قلقه إزاء تدهور الحالة في طاجيكستان، وأكد مجلس الأمن على ضرورة أن تتمسك الأطراف المعنية باتفاقاتها. ولن يتم حل هذه الحالة إلا من خلال الوسائل السياسية بين حكومة طاجيكستان والمعارضة الطاجيكية المتحدة، وهي مسؤولة في المقام الأول عن القيام بذلك. وشدد القرار أيضا على أنه لا يجوز رفض الأعمال العدائية على الحدود مع أفغانستان.
ودعا الطرفان إلى إنهاء الأعمال العدائية والامتثال لاتفاق طهران، وحثا بقوة على تمديد وقف إطلاق النار خلال المحادثات المشتركة بين الطرفين الطاجيكيين. ومددت ولاية بعثة مراقبي الأمم المتحدة في طاجيكستان حتى 15 ديسمبر 1996 بشرط أن يظل اتفاق طهران ووقف إطلاق النار ساري المفعول. وسيجري استعراض دور الأمم المتحدة في البلد إذا لم تكن هناك آفاق للسلام خلال فترة الولاية.
وطلب إلى الأمين العام، كل ثلاثة أشهر، أن يقدم تقريرا عن تنفيذ اتفاق طهران وعن التقدم المحرز والعمليات التي تقوم بها بعثة مراقبي الأمم المتحدة في طاجيكستان. وأخيرا، دعيت جميع البلدان إلى تقديم المساعدة الإنسانية إلى طاجيكستان عن طريق صندوق تبرعات أنشئ بموجب القرار 968 (1994).

## وصلات خارجية
- Text of the Resolution at undocs.org